# 江藤智 (政治家)
江藤 智（えとう あきら、1907年（明治40年）1月19日 - 1982年（昭和57年）6月26日）は、日本の鉄道官僚、政治家。工学博士。位階は従三位、勲等は勲一等。

## 経歴
山口県下関市貴船町で陸軍将校・江藤鋪の二男として生まれた。文関尋常小学校（現下関市立文関小学校）、豊浦中学校（現山口県立豊浦高等学校）、旧制第三高等学校を経て、1929年（昭和4年）3月、京都帝国大学工学部土木工学科を卒業。同年4月、鉄道省に入省した。
函館保線事務所長、大臣官房幹線調査課勤務、広島鉄道局施設部長、本省施設局停車場課長、同施設局次長、札幌鉄道局長、兼北海道営業支配人、本省施設局長、日本国有鉄道理事などを歴任。
1952年（昭和27年）7月30日、『重力操車場の設計について』により京都大学から工学博士の学位を授与された。1953年（昭和28年）11月、関西総支配人、1954年（昭和29年）2月、兼大阪鉄道管理局長を務め、1955年（昭和30年）12月に国鉄を退職した。
1956年（昭和31年）に第4回参議院議員通常選挙全国区から立候補し初当選。以後、5期26年務めた。この間、鉄道建設審議会委員、第2次池田内閣・経済企画政務次官、参議院運輸委員長、参議院自由民主党国会対策委員長、同議員副会長、自民党総務副会長などを務めた。
第2次田中角榮内閣第2次改造内閣で運輸大臣として入閣。しかし、この内閣は田中金脈問題で28日後に総辞職をし、閣僚在任わずか29日に留まった上、その後再入閣することはなかった。
1977年4月の春の叙勲で、勲五等から勲一等に叙され、瑞宝章を受章した。
1980年（昭和55年）第12回参議院議員通常選挙の直後に脳溢血で倒れ、その後一時は回復して職務に復帰したものの、議員在職中の1982年6月26日、心不全のため東京都渋谷区の中央鉄道病院で死去した。75歳没。同年7月8日、特旨を以て位五級を追陞され、死没日付をもって従五位から正三位に叙され、銀杯一組が授けられた。哀悼演説は同年7月9日、参議院本会議で瀬谷英行により行われた。

## 国政選挙歴
- 第4回参議院議員通常選挙（1956年7月、全国区、無所属）当選[7]
- 第6回参議院議員通常選挙（1962年7月、全国区、自由民主党）当選[11]
- 第8回参議院議員通常選挙（1968年7月、全国区、自由民主党）当選[12]
- 第10回参議院議員通常選挙（1974年7月、全国区、自由民主党）当選[13]
- 第12回参議院議員通常選挙（1980年6月、全国区、自由民主党）当選[14]

## 著作
- 『鉄道操車場の設計と保線』鉄道現業社、1956年。